# Гаролд Вілсон (веслувальник)
Гаролд Вілсон (англ. Harold Wilson, 1903 — 2 травня 1981) — американський академічний веслувальник.
Бронзовий призер Олімпійських Ігор 1924 року в складі розпашної двійки зі стерновим.